# Fireheart
Fireheart és una pel·lícula de comèdia d'aventures animada per ordinador del 2022. Està dirigida per Theodore Ty i Lauren Zeitoun i escrita per la mateixa Zeitoun, Jennica Harper i Daphne Ballon a partir d'una història de Zeitoun i Harper, juntament amb Lisa Hunter. És la segona pel·lícula produïda per L'Atelier Animation després de Ballerina. La trama segueix una jove de setze anys que somia convertir-se en la primera dona bombera del món. S'ha subtitulat al català.
La versió original en anglès compta amb les veus d'Olivia Cooke, Kenneth Branagh, Laurie Holden i William Shatner.
Al lloc web de l'agregador de ressenyes Rotten Tomatoes, el 50% de les quatre crítiques són positives. La pel·lícula va recaptar 3,7 milions de dòlars a taquilla.

## Sinopsi
Ambientada a la Nova York de la dècada del 1930, la pel·lícula se centra en Georgia Nolan, una noia de setze anys que somia convertir-se en la primera dona bombera del món. Intenta salvar el seu pare, en Shawn, d'un piròman en sèrie, que utilitza gas violeta per hipnotitzar els altres.